# فادي زغيب
فادي زغيب ممثل ومخرج سوري مواليد 31 مايو عام 1962 في دمشق .

## حياته الفنية
شارك كممثل بالعديد من الأعمال التلفزيونية والمسرحية، بالإضافة إلى عدة أعمال إذاعية - عضو في نقابة الفنانين منذ عام 1994 شارك في عشرات الأعمال المسرحية والسينمائية والتلفزيونية، وهو حاضراً إلى الآن في ذاكرة الجمهور عبر دوره في مسلسل يوميات مدير عام #ج1 والذي أدى به شخصية مدير المراب . ومن أهم الأعمال التي شارك بها : في المسرح : مقابلة صحفية في بيونس آيرس - الأم - لا ترهب حد السيف - فرعون لا يشبه الفراعنة - سندباد - علي بابا والأربعين حرامي . وقد حضر في الإذاعة : حكم العدالة - و العديد من الأعمال الأخرى كما شارك في العدد من أعمال التلفزيون : الجوارح - نهاية رجل شجاع - أخوة التراب - جواد الليل - أيام الغضب - القلاع - حمام القيشاني - العنكبوت - دائرة النار - الذئاب - احتمالات - الدخيلة - يوميات مرحة - الذخائر - أوراق خريفة - بقايا صور - الأخوة - الرجل الآلي - محاولات - الخطوات الصعبة - حكايات عائلية - ابتسامات وألحان - العنيد – أخوة التراب - و العديد من الأعمال الأخرى متزوج، عدد الأولاد "2 ".

## أعماله
- 2017 : خاتون (ج2)
- 2017 : سنة أولى زواج
- 2016 : صدر الباز
- 2008 : بهلول أعقل المجانين (ج2)
- 2008 : أبو جعفر المنصور
- 2003 : أبو المفهومية
- 1999 : بقايا صور
- 1998 : أخوة التراب (ج2)
- 1997 :الأخوة (ج2)
- 1997 : حمام القيشاني (ج2)
- 1996 : مدير بالصدفة
- 1996 : أيام الغضب
- 1995 : الجوارح
- 1995 : يوميات مدير عام (ج1)
- 1995 : الخطوات الصعبة
- 1992 : الأخوة (ج1)
- 1990 : شبكة العنكبوت
- 1990 : يوميات مرحة
- 1988 : دائرة النار
- 1989 : سواقة التاكسي
- 1997 : الرجل الآلي
- حكم العدالة ( مسلسل اذاعي )
- البراءة ( تمثيلية )

إخراج
- 2011 : بين الأحراج المتكاتفة
- 2009 : زمن العار
- 2008 : أبو جعفر المنصور
- 2007 : الليلة الثانية بعد الألف
- 1999 : المجهول

```
أداء صوتي
```

- 2015 : Diriliş Ertuğrul 1
- 2017 : 3 Diriliş Ertuğrul

## روابط خارجية
- فادي زغيب على موقع قاعدة بيانات الأفلام العربية